# 布利斯-萊維特Mk 1型魚雷
布利斯-萊維特Mk 1型魚雷是一款E.W.布利斯公司繼為美國海軍製造懷特黑德魚雷後，被採用的反水面戰艦布利斯-萊維特魚雷，魚雷的設計和生產在1904年展開。

## 特點
Mk 1型魚雷的氣瓶壓力為每平方英寸2,250磅(15,500 kPa)，而早期的懷特黑德魚雷的壓力較低，僅為每平方英寸1,500磅(10,000 kPa)。Mk 1型魚雷中的空氣在發動機上部附近的燃燒室中以酒精加熱，Mk 1型魚雷的氣瓶壓力上升以及加熱的空氣，使其速度和射程增加至27節(50 km/h)，4,000碼(3,700 m)。但是，它使用了一個圍繞魚雷縱軸旋轉並驅動單個螺旋槳的垂直渦輪。這導致了不平衡扭矩，足以使Mk 1型魚雷有滾動的趨勢。
Mk 1型魚雷可從戰艦、魚雷艇、巡洋艦發射。